# Zuiderparkweg

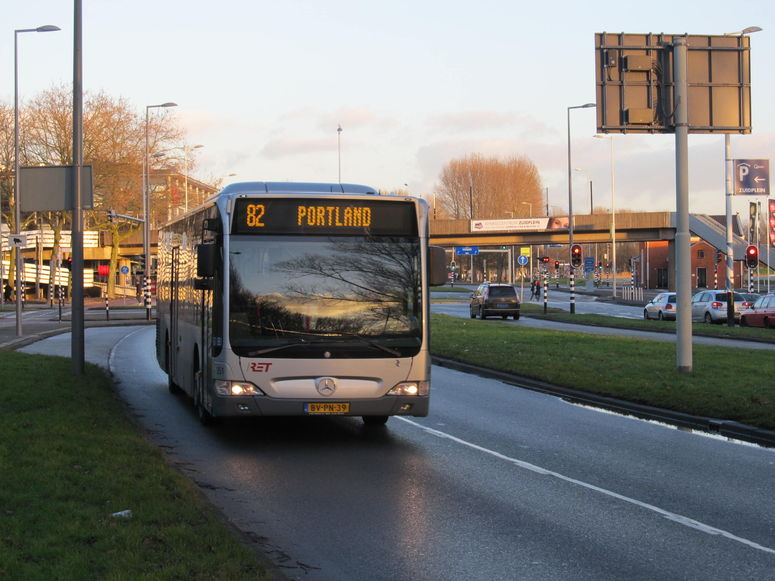
RET 351 als buslijn 82 op de Zuiderparkweg, 2017

De Zuiderparkweg is een weg in Charlois die dwars door het Zuiderpark loopt. Vanaf het Zuidplein met de kruising Vaanweg en Strevelsweg gaat de weg langs Ahoy en parallel aan de metro door het Zuiderpark tot de Slinge en zelfs tot aan het P+R-terrein.
Over de weg rijden vooral bussen die hun eindpunt hebben op Zuidplein.

## Buslijnen over de Zuiderparkweg
De volgende RET buslijnen:
- buslijn 68 en 768
- buslijn 69
- buslijn 70
- buslijn 72
- buslijn 82
- buslijn 183
- buslijn 283

## Verlenging
De gemeente Rotterdam heeft samen met Rijkswaterstaat de Zuiderparkweg met ruwweg 2,5 kilometer verlengd. Vanaf de Slinge loopt de weg door een gekapt stuk bos, om vervolgens langs hockeyclub Tempo '34 onder de Betuweroute en Rijksweg 15 te duiken waarna deze aansluit op de Portlandse Baan in Rhoon-Portland in de gemeente Albrandswaard. Deze weg zou in 2012 in gebruik worden genomen, maar werd uiteindelijk op 16 november 2013 geopend. Doel was om de wijken Carnisselande en Portland beter met Rotterdam te verbinden.
Afrikaanderplein ·
Atjehstraat ·
Beijerlandselaan ·
Brede Hilledijk ·
Brielselaan ·
Boulevard Zuid ·
Charloisse Lagedijk ·
Coen Moulijnweg ·
Dordtselaan ·
Dordtsestraatweg ·
Dorpsweg ·
Goereesestraat ·
Groene Hilledijk ·
Groene Kruisweg ·
Grondherendijk ·
Katendrechtse Lagedijk ·
Kerkwervesingel ·
Kromme Zandweg ·
Laan op Zuid ·
Lange Hilleweg · 
Maastunnelplein ·
Mijnsherenlaan ·
Oldegaarde ·
Oranjeboomstraat ·
Pendrechtseweg ·
Plein 1953 ·
Pleinweg ·
Pretorialaan ·
Prins Hendrikkade ·
Riederlaan · 
Rosestraat ·
2e Rosestraat .
Slinge ·
Smeetlandsedijk · 
Stadionweg ·
Stieltjesplein ·
Stieltjesstraat ·
Strevelsweg ·
Vaanweg ·
Veerlaan ·
Vondelingenweg ·
Wilhelminakade ·
Wilhelminaplein ·
Zuiderpark ·
Zuiderparkweg ·
Zuidplein